# Jean Galbert de Campistron
Jean Galbert de Campistron, född den 3 augusti 1656 i Toulouse, död där den 11 maj 1723, var en fransk dramatiker.
Campistron var under 30 år sekreterare hos hertigen av Vendôme, som han ofta följde i fält. Hans främsta verk är tragedin Tiridate (1691), vilken rätt länge höll sig på scenen. Hans Andronic (1685) behandlar samma ämne som Schillers "Don Carlos". År 1750 utkom Campistrons Œuvres och 1819 hans Chefs-d’œuvre dramatiques.